# Priyayi

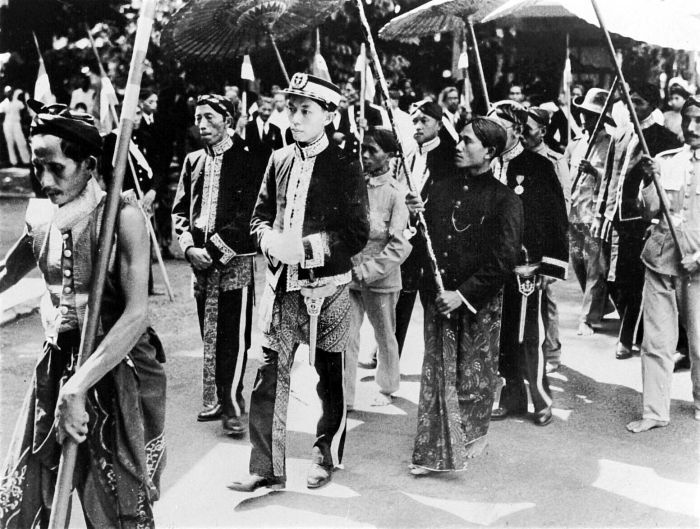
Il reggente di Surabaya, Raden Tumenggung Musono si reca alla sua installazione nella sua veste di gala, accompagnato da ufficiali minori, patih e wedana (periodo coloniale olandese)

Priyayi (o Prijaji) era la classe della nobiltà di toga durante l'era coloniale olandese in Indonesia, opposta alla nobiltà regia o bangsawan in indonesiano, detta anche ningrat in giavanese. Priyayi fu una parola coniata per i discendenti dei cosiddetti adipati o governatori, i primi nominati nel XVII secolo dal sultano Agung di Matram per amministrare i principati che egli aveva appena conquistato. Inizialmente ufficiali di corte dei regni pre-coloniali, i priyayi prestarono servizio anche a livello coloniale, e poi come amministratori della moderna repubblica indonesiana.

## Storia

### Periodo pre-coloniale

Il Sultanato Mataram durante il regno di Agung, metà del XVII secolo.

Il Sultanato Mataram, stato islamico dell'area sud e meridionale di Giava, raggiunse il suo picco massimo nel XVII secolo, sviluppando una cultura di corte detta kraton dalla quale il sultano emergeva come figura carismatica all'interno di un'aristocrazia relativamente indipendente. Nominati para yayi ("fratelli del re"), erano nobili, ufficiali, amministratori e capi con relazioni padrone-cliente col sultano sulle periferie del regno. Sede della cultura priyayi è considerata la parte orientale di Giava. Anche se "giavanizzata", l'espansione politica del Mataram, la parte occidentale di Java e le parti più orientali dell'isola presso Madura mantennero le loro tradizioni linguistiche, culturali ed etniche.

### Periodo coloniale
Dopo l'arrivo della Compagnia delle Indie Orientali olandese ed il crollo dello stato di Mataram, i sultanati di Surakarta e Yogyakarta divennero i centri della politica giavanese e rimasero tali sino al Trattato di Giyanti del 1755. Anche se l'influenza politica olandese limitò l'autonomia dei sultanati locali durante tutto il periodo coloniale, i due regni continuarono a fungere da simboli della cultura giavanese. Nelle aree rurali di Giava, la presenza della burocrazia indigena centralizzata rafforzò il proprio controllo sulle aree non coltivate ed aiutò i contadini locali a trasformarsi in piccoli proprietari terrieri.

#### Incarichi di governo
Al di fuori delle aree governate direttamente dai sultanati di Yogyakarta e Surakarta, l'autorità coloniale olandese riuscì a costituire dei corpi per l'amministrazione civile: la Binnenlands Bestuur ("Amministrazione Interna"), con uno staff composto da ufficiali olandesi, ed il Pangreh Praja ("Governo del Regno"), una burocrazia indigena.
Dal 1926, la Binnenlands Bestuur nelle aree di Java e Madura consisteva nei seguenti incarichi e responsabilità territoriali, in ordine decrescente:
1. Governatore; 3 posti
2. Residente; circa 20 posti
3. Assistente Residente; circa 70 posti

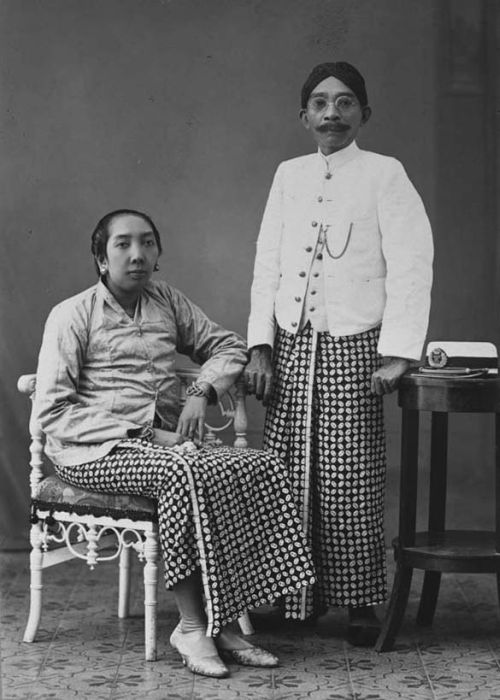
Raden Tumenggung Danoediningrat, reggente di Kediri, con sua moglie, 1920 circa.

Sull'altro fronte, vi erano gli incarichi e le responsabilità territoriali dei pangreh praja, composti da indigeni, indicati in ordine decrescenti:
1. Bupati ("Reggente"); circa 70 posti. Un bupati era responsabile di un kabupaten, una porzione di stato spesso con una storia semi-autonoma. La posizione di un bupati era spesso ereditata di padre in figlio, pratica che venne permessa anche dalle Costituzioni Olandesi del 1854, e le famiglie dei bupati spesso formavano la locale classe aristocratica. Il bupati era subordinato all'Assistente Residente, il più basso dei ranghi degli ufficiali del Binnenlands Bestuur.
2. Wedana ("Capo distretto"); circa 400 posti.
3. Asisten Wedana ("Sottocapo distretto"); circa 1.200 posti.

Ad ogni modo gli ufficiali coloniali stranieri ebbero in Indonesia un ruolo sempre secondario. Nel 1931 gli olandesi erano il 10% dell'intero apparato di governo delle Indie Orientali olandesi contro 250.000 ufficiali nativi. A Giava esisteva inoltre una distinzione di classe tra priyagung ("alti priyayi"), un gruppo ben connesso all'aristocrazia elitaria di Surakarta e Yogyakarta, e priyayi cilik ("bassi priyayi"). Ad ogni modo la distanza sociale che separava i priyayi dai contadini era tale da rendere le separazioni al loro interno solo formali.

#### Movimenti nazionalisti

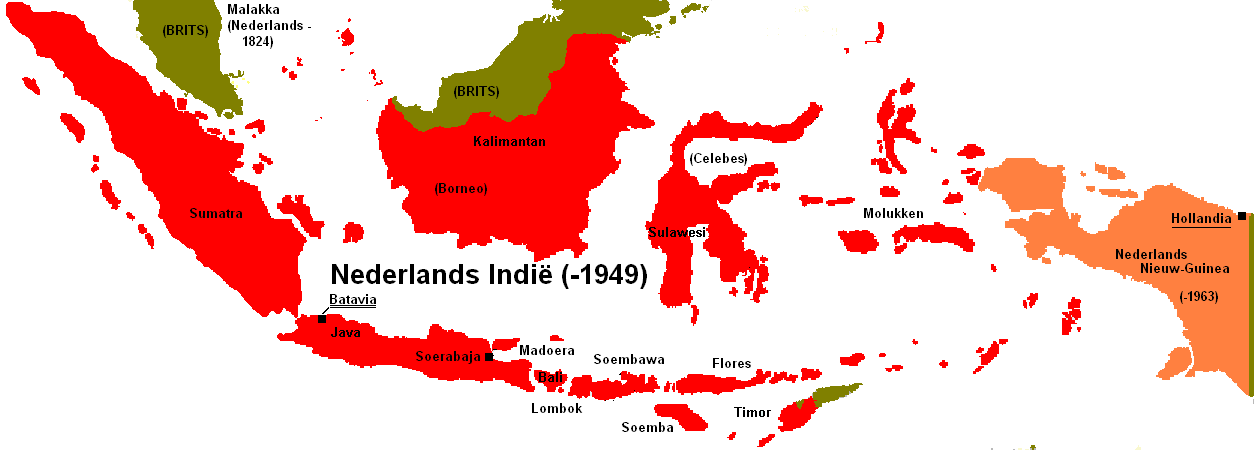
Mappa delle Indie orientali olandesi che mostra i confini dell'intera area all'inizio del XX secolo.

Nel 1901, il governo delle Indie orientali olandesi iniziò la cosiddetta Ethische Politiek ("Politica etnica"). La politica etnica estendeva il controllo dei coloni sull'educazione, sulla religione, sull'agricoltura, sulle risorse da estrazione e sulla sorveglianza politica delle istituzioni sino all'occupazione giapponese del 1942. L'istruzione di tipo occidentale venne estesa anche alla popolazione nativa, anche se solo i più ricchi poterono supportarla. Tra i giavanesi, i priyayi furono i primi ad essere educati in tal senso per poter avere accesso al servizio civile coloniale olandese.
Queste riforme ad ogni modo risvegliarono nelle élite politiche locali un sentimento di rivalsa e diedero vita al Risveglio nazionale indonesiano. Il Boedi Oetomo, il primo partito politico delle Indie orientali olandesi, venne fondato quindi da un gruppo di dottori e studenti di medicina di classe priyayi nel 1908. Anche se il gruppo era confinato alla sola Giava, si rivelò particolarmente attivo in tutte le Indie orientali olandesi. Da questo nucleo si originarono personaggi come Soetatmo Soeriekosomo (1888-1924) e Noto Soeroto (1888-1951), avvocati del nazionalismo etnico alla Commissione per il Nazionalismo Javanese, e come Tjipto Mangoenkoesoemo (1886-1943) fondatore del Partito Indonesiano. L'emergere di gruppi nazionalisti si fece quindi sempre più marcata tra gli anni '20 e '30 del '900.

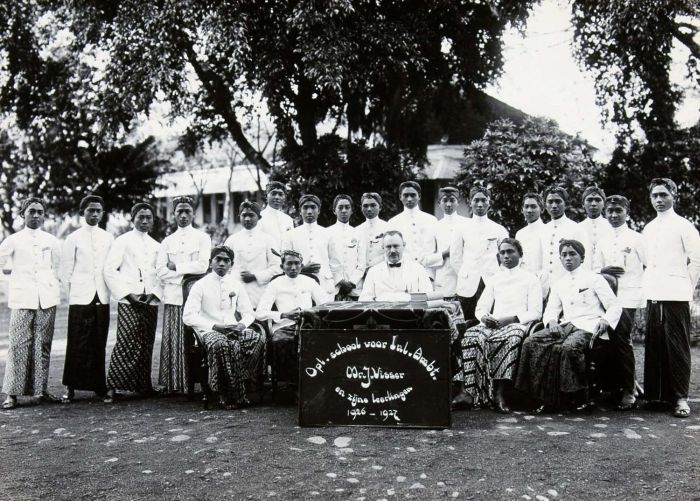
Ritratto di gruppo di J. Visser e studenti dell'OSVIA, una scuola di addestramento per ufficiali di governo nativi nelle Indie orientali olandesi.

### Periodo post-coloniale
Il riconoscimento della Repubblica di Indonesia nel 1949 da parte delle autorità olandesi portò all'integrazione degli stati federali controllati dagli olandesi nella nuova repubblica. Il numero di persone al servizio dello stato in Indonesia crebbe da 115.000 della fine degli anni '20 a 400.000 all'inizio degli anni '50. Ad ogni modo, le cariche più importanti erano dominate ancora da un gruppo di circa 100.000 individui che erano stati educati dagli olandesi e che si concentravano nel Ministero dell'Interno. Negli anni '80 i funzionari dello stato indonesiano erano circa 2.000.000, ovvero il 13.9% della popolazione totale dello stato, in contrasto col 3.7% del 1950.
Anche se lo status dei priyayi non ebbe un riconoscimento formale dopo l'indipendenza, rimase comunque una certa influenza negli affari di stato almeno sino alla metà degli anni '50. Il governo del Nuovo Ordine inaugurato dal generale Suharto incoraggiò nuovamente i priyayi, specialmente con la fondazione di corpi di servizio per lo stato.

## Titoli
La classe priyayi utilizzava un sistema elaborato di titoli nobiliari. I più comuni erano:
- Raden Mas: utilizzato dagli uomini nobili
- Raden Ayu: utilizzato dalle donne nobili
- Raden Ajeng: utilizzato dalle donne nubili nobili
- Tumenggung: titolo ulteriore, utilizzato dagli aristocratici che ricoprivano incarichi di reggenza
- Raden: utilizzato dagli uomini nobili di rango inferiore ai Raden Mas
- Raden Nganten: utilizzato dalle donne nobili di rango inferiore alle Raden Ajeng e/o Raden Ayu
- Raden Roro: utilizzato dalle donne nobili di rango inferiori alle Raden Ajeng e/o Raden Ayu
- Mas: titolo di piccola nobiltà

L'ordine di precedenza della nobiltà maschile era: Mas il titolo più basso, seguito da Raden, ae quindi dai titoli più alti composti da Raden Mas, Raden Panji, Raden Tumenggung, Raden Ngabehi e Raden Aria. Questi titoli erano ereditari per certi versi: un figlio poteva ereditare un titolo di un livello inferiore rispetto a quello paterno.
Il titolo onorifico di Raden è legato al titolo malagasi di Randriana o Andriana, derivati entrambi dalla parola "Rahadyan" (Ra-hadi-an), che significa "Signore" o "Padrone" in antico javanese.